# بازگشت به سیاهی (ترانه ایمی واینهاوس)
«بازگشت به سیاهی» (به انگلیسی: Back to Black) ترانه‌ای توسط خواننده و ترانه‌سرای بریتانیایی ایمی واینهاوس است که توسط آیلند رکوردز در ۳۰ آوریل ۲۰۰۷ بعنوان سومین تک‌آهنگ از دومین و آخرین آلبوم استودیویی ایمی واینهاوس با همین نام بازگشت به سیاهی منتشر شد. ترانه توسط ایمی واینهاوس و مارک رانسون نوشته شده‌است، و توسط مارک رانسون تهیه شده‌است. «بازگشت به سیاهی» الهام گرفته شده از رابطه ایمی واینهاوس با بلَک فیلدر-سیویل، کسی که او را بخاطر دوست دختر سابقش ترک کرد.